# 海粟绿地
海粟绿地是位於中華人民共和國上海市長寧區延安西路、凯旋路交叉口的一塊開放式綠地，原名凯桥绿地、凱橋公園，當地原本是居民區，經過動遷改造後於2001年底開園。該綠地有5個出入口，而且南北長、東西狹窄。2016年3月4日晚為了迎接刘海粟美术馆新馆開館，於是改名海粟绿地。